# Lava Butte Lookout
Pour les articles homonymes, voir Lava.
La Lava Butte Lookout est une tour de guet du comté de Deschutes, en Oregon, dans l'ouest des États-Unis. Protégée au sein du Newberry National Volcanic Monument, elle est située à 1 511 mètres d'altitude au sommet de la Lava Butte, un cône volcanique de la chaîne des Cascades. Construite en 1998, elle remplace une précédente structure de 1957 qui succédait elle-même à une autre de 1931.